# Алвордтон (Охајо)
Алвордтон (енгл. Alvordton) насељено је место без административног статуса у америчкој савезној држави Охајо.

## Демографија
По попису из 2010. године број становника је 217, што је 88 (-28,9%) становника мање него 2000. године.
| Група             | 2000.       | 2010.       |
| Белци             | 284 (93,1%) | 207 (95,4%) |
| Афроамериканци    | 4 (1,3%)    | 6 (2,8%)    |
| Азијати           | 0 (0,0%)    | 0 (0,0%)    |
| Хиспаноамериканци | 11 (3,6%)   | 4 (1,8%)    |
| Укупно            | 305         | 217         |